# Гавриленко Петро
Гавриленко Петро (нар. 1883 в с. Гуляйполе — пом. 24 листопада 1920 в м. Сімферополі) — один із військових керівників махновського руху. Народився в селі Гуляйполе в сім'ї селянина (середняка). Учасник Першої світової війни, штабс-капітан російської армії, повний георгіївський кавалер. 1917 року вступив до «чорної сотні», яку створив Нестор Махно. У махновському війську пройшов шлях від командира роти до командира 3-го корпусу Революційної повстанської армії України (махновців). Восени 1919 увійшов до складу її РВР. Від жовтня 1919 по лютий 1920 — помічник начальника штабу армії. Після розгрому військ А. Денікіна, коли Червона армія розпочала активну боротьбу проти «партизанщини» і, в першу чергу, «махновщини», Гавриленка заарештували, але невдовзі разом із іншими махновцями звільнили. В кінці жовтня 1920 призначений начальником штабу т. зв. Кримської групи, яку Нестор Махно направив на Південний фронт, на допомогу Червоній армії. Махновське формування зробило значний внесок у розгром Російської армії Врангеля. Одразу після перемоги органи радянської влади розпочали ліквідацію «махновщини», і першого удару зазнала Кримська група: в ніч на 24 листопада 1920 її командування було заарештоване в Сімферополі й розстріляне.